# Salinee Tavaranan
Salinee Tavaranan est une ingénieure en mécanique thaïlandaise, spécialiste des énergies solaires et autres formes énergies durables. Elle est la directrice de projet de la Border Green Energy Team et la fondatrice et directrice générale de la société SunSawang, qui crée des systèmes d’énergie verte à la disposition des populations isolées.
En 2014, elle reçoit le prix Cartier Women's Initiative Award pour son travail dans le domaine de l'énergie renouvelable dans des régions isolées de Thaïlande. La même année, la BBC la classe dans sa liste des 100 femmes inspirantes et influentes du monde entier.

## Biographie
Salinee Tavaranan grandit sur l'île de Phuket, située au sud de la Thaïlande. Elle obtient un baccalauréat en génie mécanique de l'Université Chulalongkorn en Thaïlande en 2001. Elle effectue ensuite une maîtrise en ingénierie de l'énergie solaire de l'Université du Massachusetts en 2003.

## Carrière
Salinee Tavaranan commence un doctorat quand elle se voit proposer le poste de directrice de projet au sein de l’équipe Border Green Energy (BGET). Elle retourne alors en Thaïlande pour rejoindre le projet. Border Green Energy est une organisation non gouvernementale (ONG) œuvrant avec les villageois pour l'installation de systèmes d'énergie verte qui utilise l'énergie solaire, la micro-énergie hydroélectrique et le biogaz. Les habitants locaux sont formés car en période de saison des pluies, certaines zones ne sont plus accessibles. BGET travaille avec des réfugiés dans le camp de réfugiés de Mae La, près de la frontière entre la Thaïlande et la Birmanie, ainsi qu'avec des villageois des zones reculées. Ce travail a permis aux personnes d'accéder à des ressources indispensables, notamment l'eau, la lumière, ainsi que des salles de classe équipées d'ordinateurs, des équipements médicaux et des ressources de soins.
En 2004, le gouvernement thaïlandais soutient une initiative visant à installer des systèmes solaires domestiques dans près de 300 000 ménages situés dans des régions isolées et n'ayant pas accès au réseau énergétique national. Plusieurs années plus tard, une étude de suivi effectuée par le Programme des Nations Unies pour le développement montre que 80% des systèmes ne sont plus entretenus et plus utilisés. En 2011, BGET mène un programme pilote auprès de 300 personnes pour tester la faisabilité de fournir des produits d'énergie solaire et des services de maintenance moyennant des frais dans le but de développer un modèle plus durable de développement d'énergie verte locale.
En mars 2013, Salinee Tavaranan créé la startup SunSawang ayant but de fournir des services de maintenance pour les systèmes fonctionnant à l'énergie solaire. La société recrute et forme des techniciens locaux qui assurent l'entretien des équipements fournis dans le cadre de l'initiative gouvernementale. Les panneaux photovoltaïques coûteux sont généralement récupérables et réutilisés avec des composants relativement peu coûteux, tels que des micro-turbines hydrauliques des lanternes à énergie solaire et des chargeurs de téléphones portables. À partir de 2014, la société se concentre sur la collaboration avec les habitants de la région de Tak, une zone de forêts et de parcs nationaux situés près de la frontière entre la Thaïlande et la Birmanie.

## Distinctions
Salinee Tavaranan reçoit l'un des prix Cartier Women's Initiative Awards en 2014 pour son travail dans le domaine de l'énergie renouvelable dans des régions isolées de Thaïlande
Elle est aussi incluse dans la liste 100 Women 2014 de la BBC.